# Safia Amajan
Safia Amajan, (o Safia Ahmed-jan) (Kandahâr, 1941 – Kandahâr, 25 settembre 2006), è stata un'insegnante e attivista afghana per i diritti delle donne. Diventò nota in tutto il mondo per aver insegnato clandestinamente a donne e ragazze nonostante il regime talebano negasse loro l'accesso all'istruzione pubblica. Fu uccisa nel 2006 con quattro colpi di pistola sotto casa.

## Biografia
Safia Amajan era la figlia più giovane di un padre mercante di stoffe, membro della minoranza Baluchi e di una madre pashtun della tribù Nurzai. Era una famiglia liberale con il padre deciso a fornire una buona eduzazione alle cinque figlie. Morì quando lei aveva 15 anni. Dal momento che le sorelle maggiori si erano sposate,  dovette mantenere se stessa, sua madre, sua nonna e un fratello minore. Iniziò insegnando all'asilo, completando allo stesso tempo la scuola secondaria. La professione di insegnante, uno dei pochi sbocchi professionali a disposizione delle donne in Afghanistan, fu per lei una scelta naturale.
Negli anni '70, durante una parentesi di liberalizzazione della morale, le donne di Kandahar furono le uniche, fuori Kabul, a liberarsi del velo. A quel tempo, Safia lavorava alla scuola secondaria di Zarghuna Ana. Rimanendo lontana da un attivismo rivoluzionario che le sembrava superficiale, si preoccupò soprattutto della buona educazione delle 2.000 ragazze ricevute dalla scuola, di cui divenne presto la direttrice. Avendo sempre rifiutato i matrimoni combinati, la giovane donna sposò un colonnello che condivideva le sue convinzioni. Aveva già superato i quarant'anni quando ebbe un figlio. Suo marito le dette sempre  un sostegno senza riserve, anche quando i conservatori religiosi tornarono al potere nei primi anni '90.
Alla fine degli anni '80, fu ispettrice di tutte le scuole femminili nella provincia di Kandahar. La sua popolarità le valse il soprannome di Amajan, "Cara zia", che praticamente sostituì il suo cognome, Warasta. Dopo che i talebani presero il potere nel 1996, tutte le scuole femminili furono chiuse e Amajan continuò a insegnare segretamente alle ragazze a casa sua. Il suo status di hafiz (colui che conosce a memoria tutto il Corano) le permise di ottenere dal nuovo governo uno dei pochi ruoli pubblici ancora aperti alle donne: la direzione della preghiera. A differenza di molte donne afghane "emancipate", non cercò rifugio all'estero durante questo periodo, il che aumentò ulteriormente il rispetto che ricevette dalle sue compagne di Kandahar.
Nel 2001, subito dopo la caduta del regime talebano, offrì il suo sostegno al nuovo governo. Fu nominata direttrice del Dipartimento provinciale per gli affari femminili di Kandahar, creato da lei. Venne coinvolta nella preparazione e nell'organizzazione delle prime elezioni, incoraggiando attivamente le donne a partecipare. Con discrezione ma efficacia, portò avanti un programma dopo l'altro: donazioni ai poveri, sostegno alle donne prigioniere, sostentamento alle vedove di guerra, alfabetizzazione rurale, corsi di sensibilizzazione politica.. Nella sola città di Kandahar, aprì sei scuole dove un migliaio di donne impararono a produrre e vendere i loro prodotti. Contribuì anche alla creazione di scuole di cucito per donne.
Con il ritorno dei talebani, gli operatori umanitari, sia stranieri che afghani, sia uomini che donne, furono incoraggiati a lasciare la regione. Nonostante la crescente insicurezza e ignorando le pressioni per assumere un ruolo politico nazionale, Amajan rimase a Kandahar. Di fronte alle ripetute minacce di morte (nel 2005 i militanti bruciarono 146 scuole e nel 2006 furono attaccate 158 scuole)  chiese un veicolo sicuro o guardie del corpo, che le furono rifiutate.
Il 25 settembre 2006, Amajan venne colpita da quattro colpi di arma da fuoco e uccisa davanti alla sua casa a Kandahar da due uomini in motocicletta. L'omicidio di Amajan fu condannato da Hamid Karzai, allora presidente dell'Afghanistan, e dalla Missione di assistenza delle Nazioni Unite in Afghanistan. Dopo la sua morte, Mullah Hayat Khan, un comandante talebano, rivendicò la responsabilità della sua "esecuzione", dicendo: "Abbiamo ripetutamente avvertito la gente che chiunque lavori per il governo, comprese le donne, sarà ucciso".